# Rima Messier
Rima Messier je úzká měsíční brázda dlouhá cca 100 km protínající rovník severozápadně od dvojice kráterů Messier (podle něhož získala své jméno) a Messier A v Mare Fecunditatis (Moře plodnosti) na přivrácené straně Měsíce. Střední selenografické souřadnice jsou 0,8° J, 44,6° V. Rima Messier je orientována z jihovýchodu na severozápad. Severně od ní se nachází dvojice brázd Rimae Secchi, severovýchodně lze najít hřbet Dorsa Cato.